# Conway (New Hampshire)
Conway – miasto w Stanach Zjednoczonych, w stanie New Hampshire, w hrabstwie Carroll.